# Virtualização (filosofia)
Em filosofia, a virtualização é a passagem do atual para o virtual. Para Pierre Lévy o virtual não é oposto do real, e sim, uma continuação dele. Existem vários tipos de virtualização, como por exemplo a virtualização do texto, da ação, do presente, da violência, do corpo, entre outros. A virtualização sempre esteve presente em nossas vidas, e ela influencia em diversos aspectos, em especial no que diz respeito à evolução da espécie humana.

## O Virtual e a Virtualização
Para o filósofo Pierre Lévy o virtual não se opõe ao real; o conceito de virtual se contrapõe ao conceito do atual. A palavra virtual vem do latim medieval virtualis, que por sua vez é derivado de virtus, que significa força, ou potência; na Filosofia, é virtual o que existe em potência e não em ato. Como por exemplo, a árvore está virtualmente presente na semente.
Em Différence et répétition, o filósofo Gilles Deleuze distingue o conceito de possibilidade e o conceito de virtualidade; o possível se realizará sem que nada mude, nem em sua determinação nem em sua natureza, sendo assim um "real" fantasmático (possível). O possível é exatamente como o "real": só lhe faltando a existência. A realização de um possível é a produção inovadora de uma ideia ou de uma forma. Sendo assim, a diferença entre possível e real é puramente lógica.
| “ | Contrariamente ao possível, estático e já constituído, o virtual é como o complexo problemático, o nó de tendências ou de forças que acompanha uma situação, um acontecimento, um objeto ou uma entidade qualquer, e que chama um processo de resolução: a atualização. Esse complexo problemático pertence à entidade considerada e constitui inclusive uma de suas dimensões maiores. O problema da semente, por exemplo, é fazer brotar uma árvore. - Pierre Lévy | ” |

A atualização aparece então como a solução de um problema, uma solução que não estava contida previamente no enunciado. Por exemplo, se a execução de um programa informático, puramente lógica, tem a ver com o par possível/real, a interação entre humanos e sistemas informáticos tem a ver com a dialética do virtual e do real. A virtualização pode ser definida como o movimento inverso da atualização; consiste em uma passagem do "atual" ao "virtual", em uma "elevação à potência" da entidade considerada. A virtualização não é uma desrealização (a transformação de uma realidade num conjunto possível); virtualizar uma entidade qualquer consiste em descobrir uma questão geral à qual ela se relaciona, em fazer mutar a entidade em direção a essa interrogação e em redefinir a atualidade de partida como resposta a uma questão particular. 

### Virtualização do Corpo
Segundo Pierre Lévy  a virtualização do corpo passa por reconstruções. No prolongamento das sabedorias do corpo e das maneiras antigas da alimentação, inventamos hoje cem formas de nos construir, de nos modelar: dietética, body building, cirurgia plástica. A percepção é externalizada pelos sistemas de telecomunicação. Graças às tecnologias como máquinas fotográficas, câmeras ou gravadores, podemos perceber as sensações de outra pessoa, em outro momento e outro lugar. A função simétrica da percepção é a projeção no mundo, tanto da ação como da imagem. Cada novo aparelho acrescenta um gênero de pele, um corpo visível ao corpo atual. O organismo é revirado como uma luva. O interior passa ao exterior ao mesmo tempo em que permanece dentro. Cada corpo individual torna-se parte integrante de um imenso hiper-corpo híbrido e mundializado. Os esportes paraquedas, asa delta, salto com elástico, esqui alpino, esqui aquático, surfe e windsurfe, puramente individuais, intensificam ao máximo a presença física aqui e agora. O corpo pessoal é a atualização temporária de um enorme hiper-corpo híbrido, social e tecnobiológico. O corpo contemporâneo assemelha-se a um calor que brilha que prende-se ao corpo público.

### Virtualização do Texto
Pierre Lévy também diz: o texto, desde sua origem, é um objeto virtual, abstrato, independente de um suporte específico; ele atualiza-se por meio da leitura.
| “ | Tal é o trabalho da leitura: a partir de uma linearidade ou de uma platitude inicial, este ato de rasgar, de amarrotar, de torcer, de recosturar o texto para abrir um meio vivo no qual possa se desdobrar o sentido. O espaço do sentido não preexiste à leitura. É ao percorrê-lo, ao cartografá-lo que o fabricamos, que o atualizamos. - Pierre Lévy | ” |

Para Lévy considera o “texto” qualquer tipo de discurso elaborado ou propósito deliberado, incluindo diagramas e até mensagens iconográficas e fílmicas. Segundo o autor, a escrita acelerou o processo de virtualização da memória, ou seja, de sua exteriorização, e, daí, não se pode considerá-la um mero registro da fala.

#### Hipertexto
O hipertexto não se deduz do texto fonte, mas sim da regulagem do tamanho dos nós ou dos módulos elementares, do agenciamento das conexões e da estrutura da interface de navegação. O suporte digital permite novas formas de leituras e de escritas coletivas. Os dispositivos hipertextuais constituem uma espécie de objetivação,  de exteriorização e de virtualização dos processos de leitura. Os textos da rede Internet fazem virtualmente parte de um imenso hipertexto em crescimento ininterrupto. 

### Virtualização da Economia
Na época contemporânea, a economia é da desterritorialização ou da virtualização. Os setores ascendentes da economia do virtual são as telecomunicações, a informática e os meios de comunicação, além da desterritorialização física. O setor das finanças é uma das atividades da escalada da virtualização. A moeda que é a sua base dessincronizou e deslocalizou o trabalho, a transação comercial e o consumo. A informação e o conhecimento são bens imateriais; a informação é virtual. Em relação ao trabalho, dois caminhos se abrem aos investimentos para aumentar a sua eficácia: a reificação da força de trabalho pela automatização ou a virtualização das competências por dispositivos que aumentem a inteligência coletiva.